# Epimerização
Epimerização é uma reação onde se cria epímeros. Epímeros sao diasteroisomeros que possuem a configuração absoluta oposta em somente um centro quiral.
Um exemplo é o inibidor de agregação plaquetaria Iloprost que é usado clinicamente como mistura de ambos epímeros: